# Wendeng
Wendeng is een stad met 650.000  inwoners in de provincie Shandong in het noorden van China. Wendeng is een arrondissement in de prefectuur Weihai.